# Nenhum de Nós
Nenhum de Nós é uma banda de rock brasileira, formada em 1986 na cidade de Porto Alegre, Rio Grande do Sul. A formação atual consiste em Thedy Corrêa (vocal), Sady Homrich (bateria), Carlos Stein (guitarra) e Veco Marques (guitarra).
Com mais de 3 décadas de carreira, doze álbuns de estúdio, seis álbuns ao vivo e três DVDs lançados, a banda já fez mais de 2000 shows e vendeu mais de 3,5 milhões de discos.

## História

### Início
Carlos Stein e Sady Homrich se conheceram nos tempos da primeira série escolar, e, mais tarde, na 5º série, conhecem Thedy Corrêa. Na faculdade, Stein foi um dos fundadores do grupo Engenheiros do Hawaii. Depois de dois shows, saiu para formar o Nenhum de Nós com Corrêa e Homrich. Após algum tempo, foram chamados para abrir um espetáculo do DeFalla na Sociedade dos Amigos da Praia do Imbé (SAPI). Antônio Meira, produtor, gostou da música dos jovens e eles, então, assinaram com a BMG Ariola e gravaram seu primeiro álbum. O disco, homônimo, foi lançado em 1987 e vendeu 30.000 cópias.

### Origem do nome
Em 2019, a banda explicou em sua página no Facebook a origem do nome Nenhum de Nós. Em resumo: eles tentavam encontrar algo em comum entre os integrantes do trio original: nenhum de nós enxerga direito, nenhum de nós rodou na escola, nenhum de nós serviu no exército... E assim ficou o "Nenhum de Nós".

### Sucesso nacional
Em 1988, a música de trabalho do primeiro disco, "Camila, Camila", torna-se um hit nacional, chegando ao 3° lugar na parada brasileira. O sucesso promoveu novos shows no Rio de Janeiro e em São Paulo e o lançamento do 2° álbum. Cardume, produzido por Reinaldo Barriga, foi lançado em março de 1989 e vendeu 250.000 cópias, garantindo à banda seu primeiro disco de ouro. No álbum está incluída Astronauta de Mármore, versão da música Starman de David Bowie, que foi a música nacional mais tocada naquele ano.
O ano de 1990 é marcado pela entrada do guitarrista Veco Marques. O terceiro álbum da banda é lançado nesse mesmo ano, Extraño, com fortes influências da música gaúcha, com a participação de Luiz Carlos Borges  A canção Extraño ganha clipe de grande repercussão para época. A canção Sobre o Tempo é incluída na trilha sonora da telenovela Barriga de Aluguel, da Rede Globo e ganha clipe especial do Fantástico (assim como O Astronauta de Mármore), alavancando as vendas do álbum, que chegou à 50.000 cópias vendidas. Em 1991, se apresentam no Rock in Rio II, no penúltimo dia do festival, marcando a entrada de João Vicenti como músico convidado.
Em junho do ano seguinte, é lançado o quarto álbum de estúdio da banda, também homônimo, com influências do pop da década de 70. O videoclipe de um dos singles do álbum, Ao Meu Redor, é eleito o melhor do Brasil pela votação do público na MTV e a banda vai para Los Angeles, representar o Brasil no MTV Video Music Awards 1992. Ainda neste álbum, está incluída uma versão da música Sangue Latino (do grupo Secos e Molhados) que ganhou uma versão dance que tocou nas rádios do país inteiro e também Jornais, que teve um clipe de muito sucesso no Top 20 Brasil, da MTV.
Rescindido o contrato com a BMG, a banda começa um novo projeto e passa o ano de 1993 entre os shows da turnê do quarto álbum e a composição de um novo trabalho.

### Fase independente
Em 1994, é lançado Acústico ao Vivo, primeiro álbum ao vivo do grupo, gravado no Theatro São Pedro, no dia 30 de março daquele ano. Este álbum garantiu à banda seu segundo disco de ouro. A canção "Diga a Ela" foi lançada como single do álbum e ganhou um videoclipe ao vivo de alta rotação na MTV.
Em 1996, é lançado pelo selo Velas, o sexto disco da carreira da banda, o primeiro em que João Vicenti é reconhecido como membro oficial da banda. Mundo Diablo conta com parcerias com Edgard Scandurra (Ira!), Herbert Vianna (Os Paralamas do Sucesso), Flávio Venturini (14 Bis) e Fito Páez. Em 1997, a banda se apresenta, dia 1 de fevereiro, no festival Planeta Atlântida, que naquele mesmo dia contou também com Skank. Enquanto isso, o clipe de Vou Deixar Que Você se Vá fica em 1° lugar no Disk MTV. Em dezembro de 1998, é lançado o álbum Paz e Amor, produzido por Sacha Amback. O álbum tem influência do novo rock inglês e tem elementos de música eletrônica. O álbum Onde Você Estava em 93?, gravado em 1993, foi lançado apenas em 2000, pelo selo Antídoto, pois a BMG havia rejeitado-o por ser "não-comercial".
No dia 5 de janeiro de 2001 é lançado Histórias Reais, Seres Imaginários, álbum muito bem recebido pelo público e que ainda garantiu um videoclipe para Amanhã ou Depois, música que ficou semanas nas paradas do Brasil inteiro e marcou a volta da banda para os palcos de todo Brasil.
Em 2003, é lançado Acústico ao Vivo 2, que registra os sucessos da banda pela segunda vez no Theatro São Pedro. É o primeiro lançamento da banda pelo (hoje já extinto) selo gaúcho Orbeat Music, onde o vocalista Thedy Corrêa era A&R. Apesar de ser seu segundo álbum ao vivo e também o segundo em formato acústico, foi o primeiro a ser disponibilizado em DVD. Assim como o primeiro acústico, este também vendeu 100.000 cópias e garantiu à banda seu terceiro disco de ouro.
Em 2005, é lançado o álbum Pequeno Universo, com 11 músicas inéditas e duas regravações, "Eu e Você Sempre" e "Raquel", de Jorge Aragão e Jorge Drexler, respectivamente.
Em 24 de março de 2007, a banda gravou no Parque da Harmonia, em Porto Alegre, o terceiro álbum ao vivo e o segundo DVD de sua carreira, intitulado A Céu Aberto, em comemoração aos seus 20 anos da carreira.
Em 2011, a banda lança seu décimo álbum de estúdio, Contos de Água e Fogo, que conta com a participação de Duca Leindecker e Leoni.
Em 2013, a banda lança o álbum Contos Acústicos de Água e Fogo, terceiro DVD de sua carreira, que conta com versões acústicas de faixas do disco anterior e de outros sucessos da banda.
Em 2015, a banda lança o álbum Sempre é Hoje, que gerou os singles "Milagre" e "Foi Amor", esta última com a participação de Roberta Campos. Em 2018, a banda lança o EP Doble Chapa, com seis faixas.
Durante a pandemia de COVID-19, a banda lançou o EP Feito em Casa, com seis releituras de sucessos anteriores e dois covers. A gravação foi feita de forma remota, incluindo uma participação de Roberta Campos, e também foi publicada no canal da banda no YouTube.

### Morte de João Vicenti
Em 26 de março de 2024, o tecladista e acordeonista do Nenhum de Nós, João Vicenti, morreu aos 58 anos. Ele lutava contra um câncer no rim e fazia tratamento na capital do estado. Essa morte marcou a primeira vez que o Nenhum de Nós perdeu algum integrante, já que, desde o início da banda, ela só ganhou mais membros.

## Integrantes

### Formação atual
- Thedy Corrêa: voz, violão, harmônica (1986–presente); baixo (1986–1994); teclados e acordeon (2025–presente)
- Sady Homrich: bateria (1986–presente)
- Carlos Stein: guitarra, violão (1986–presente)
- Veco Marques: guitarra, violão (1990–presente; músico de sessão/turnê 1989)

### Ex-integrantes
- João Vicenti: teclados, acordeon, vocal de apoio (1996–2024, até a sua morte; músico de sessão/turnê 1991–1996)[24]

### Músico de apoio atual
- Estevão Camargo: baixo, vocal de apoio (2006–presente)

### Antigo músico de apoio
- Nico Bueno: baixo, vocal de apoio (1994–2006)

## Discografia

### Álbuns de estúdio
- Nenhum de Nós (1987)
- Cardume (1989)
- Extraño (1990)
- Nenhum de Nós (1992)
- Mundo Diablo (1996)
- Paz e Amor (1998)
- Onde Você Estava em 93? (2000)
- Histórias Reais, Seres Imaginários (2001)
- Pequeno Universo (2005)
- Contos de Água e Fogo (2011)
- Sempre é Hoje (2015)

### Álbuns ao vivo
- Acústico ao Vivo (1994)
- Acústico ao Vivo 2 (2003)
- A Céu Aberto (2007)
- Paz & Amor - Acústico (2009)
- Contos Acústicos de Água e Fogo (2013)
- As + Pedidas (2017)

### EPs
- Doble Chapa (2018)
- Feito em Casa (2020)

### Coletâneas
- Outros (2012)

## Prêmios e indicações

### Prêmio Açorianos
| Ano  | Categoria    | Indicação                       | Resultado |
| ---- | ------------ | ------------------------------- | --------- |
| 2005 | Disco de Pop | Pequeno Universo                | Venceu    |
| 2013 | DVD do Ano   | Contos Acústicos de Água e Fogo | Venceu    |

- Top 20 Brasil 1992 Com o clipe da música "Ao meu redor"
- Top 20 Brasil 1993 Com o clipe da música "Jornais"
- Top 20 Brasil 1996 Com os clipes das músicas "Vou Deixar Que Você Se Vá" e "Obsessão"